# Arbo-KTM-Junkers/2008
Samenstelling van Oostenrijkse wielerploeg Arbo-KTM-Junkers 2008:
| Naam                  | Geboortedatum | Nationaliteit | Ploeg 2007                              |
| --------------------- | ------------- | ------------- | --------------------------------------- |
| Jan Barta             | 07-12-1984    | Tsjechië      | onbekend                                |
| Michael Knopf         | 18-06-1980    | Oostenrijk    | Swiag Pro Cycling Team                  |
| Josef Kugler          | 05-02-1984    | Oostenrijk    | neoprof                                 |
| Petr Lechner          | 14-03-1984    | Tsjechië      | onbekend                                |
| Werner Nindl          | 15-08-1981    | Oostenrijk    | neoprof                                 |
| Christian Pavitschitz | 24-09-1985    | Oostenrijk    | neoprof                                 |
| Stefan Poll           | 28-07-1986    | Oostenrijk    | neoprof                                 |
| Rupert Probst         | 03-07-1981    | Oostenrijk    | RC Arbo Resch & Frisch Gourmetfein Wels |
| Stefan Probst         | 29-08-1979    | Oostenrijk    | onbekend                                |
| Oliver Schipp         | 18-08-1989    | Hongarije     | neoprof                                 |
| Michael Singer        | 08-09-1988    | Oostenrijk    | neoprof                                 |
| Stefan Stadler        | 15-10-1986    | Oostenrijk    | neoprof                                 |
| Lukas Winter          | 02-11-1986    | Oostenrijk    | neoprof                                 |